# 病気休暇
病気休暇（びょうききゅうか、英:sick leave）、有給病気休暇、有給病欠とは、労働者が業務外の健康上の理由で仕事を休む場合、賃金や仕事を失うことなく申請できる休暇である。他にも「paid sick days」、「sick pay」とも呼ばれる。労働者が給料を失うことなく健康と安全のニーズに対処するために、家に居るために使用できる休暇である。
ほとんどのヨーロッパ諸国、多くのラテンアメリカ諸国、いくつかのアフリカ諸国、およびいくつかのアジア諸国では、有給病気休暇の法的要件がある。有給病気休暇を義務付ける法律のない国々でも、それを提供することを選択する雇用主もいる。職場の方針で、あるいは、一部またはすべての従業員の雇用契約にあるか、団体交渉によって要求されているために、提供されている。

## 各国の制度の概要

### 米国の制度
現在米国では、9つの州（アリゾナ、カリフォルニア、コネチカット、メリーランド、マサチューセッツ、オレゴン、ロードアイランド、バーモント、ワシントン）、 23都市、2つの郡（メリーランド州モンゴメリー郡およびカリフォルニア州サンフランシスコ郡）に、有給病気休暇を義務付ける法律がある。有給疾病休暇を成立させるため提案された立法案を含め、米国の市、郡、および州に管轄権がある。これは労働者が病気になったときに家にいるための休暇で、一部の政策では、有給の病欠時間を、家族の介護、定期的な診察や医療の通院、あるいは家庭内暴力や性的暴行に関連する健康および安全のニーズへの対処に使用することも認めている。
少なくとも145カ国が、短期または長期の病気のために有給病気休暇を保証し、127カ国で年に1週間以上を提供している。
労働統計局（BLS）の分析によると、民間のアメリカ人労働者の約39%、低賃金産業の労働者の約79％、ほとんどのフードサービスやホテルの労働者（78％） は、病気休暇を有していない。
ある調査によると、アメリカ人の77％が有給病気休暇を支給することが労働者にとって「非常に重要」であると考えている 。一部の労働者は、自分または家族が病気のため欠勤したことで、解雇または一時停止されたと報告している 。
メンタルヘルスを理由に有給病気休暇をとる従業員もいるが、物議をかもしている。

### 日本における病気休暇
日本においては各種の法において、伝染病患者・キャリアの出勤を拒む規定がある。

#### 国家公務員
国家公務員においては、「一般職の職員の勤務時間、休暇等に関する法律」（平成6年6月15日法律第33号） の第16条において、「職員の休暇は、年次休暇、病気休暇、特別休暇及び介護休暇とする。」、および、第18条において、「病気休暇は、職員が負傷又は疾病のため療養する必要があり、その勤務しないことがやむを得ないと認められる場合における休暇とする。」と規定している。
病気休暇の取得に当たっては、第21条により、「人事院規則の定めるところにより、各省各庁の長の承認を受けなければならない。」とされ、これを受けて人事院規則15-14第27条により「承認を受けようとする職員は、あらかじめ休暇簿に記入して各省各庁の長に請求しなければならない。ただし、病気、災害その他やむを得ない事由によりあらかじめ請求できなかった場合には、その事由を付して事後において承認を求めることができる。」とされる。そして人事院規則15-14第29条により「請求があった場合においては、各省各庁の長は速やかに承認するかどうかを決定し、当該請求を行った職員に対して当該決定を通知するものとする。ただし、同項の請求があった場合において、当該請求に係る期間のうちに当該請求があった日から起算して一週間経過日後の期間が含まれているときにおける当該期間については、一週間経過日までに承認するかどうかを決定することができる。」とされる。
病気休暇の期間は人事院規則15-14第21条により「療養のため勤務しないことがやむを得ないと認められる必要最小限度の期間とする。」とされ、原則として連続して90日を超えることはできない。また同条により、連続8日以上の病気休暇を取得した者が実勤務日数20日以内に再度病気休暇を取得した場合、前後の病気休暇は連続するものとみなされる。

#### 地方公務員
各地方自治体ごとに条例によって定めるが、基本的には国家公務員の例に準じて条例が定められる。
東京都の職員（地方公務員）においては、「職員の勤務時間、休日、休暇等に関する条例」（平成7年3月16日東京都条例第15号） 第15条において、「任命権者は、職員が疾病又は負傷（東京都規則で定める疾病又は負傷を除く。）のため療養する必要があり、勤務しないことがやむを得ないと認められる場合における休暇として、病気休暇を承認するものとする。」と規定している。

#### 独立行政法人職員
例えば独立行政法人国立青少年教育振興機構の場合、「独立行政法人国立青少年教育振興機構職員勤務時間、休暇等規程」（平成18年4月1日国語研規程第109号） の第16条「職員の休暇は、年次有給休暇、病気休暇及び特別休暇とする。」、および第21条「病気休暇は、職員が負傷若しくは疾病のために療養する必要があり、そのため勤務しないことがやむを得ないと認められる場合における休暇とする。」と規定している。

#### 民間企業
労働基準法には病気休暇及びそれに類する語は無く、特別休暇の一として位置づけられる。
病気休暇を制度として定めるにあらかじめ就業規則にその手続等を定め（労働基準法第89条）、その就業規則を労働者に周知させておかなければならない（労働基準法第106条）。病気休暇を定めるか否か、また定めた場合にその期間、賃金の支払いの有無等については、公序良俗に反しない限り（民法第90条）、基本的に使用者の任意である。

## 病気休暇の潜在的な利点
有給病気休暇の提唱者は、休暇を提供することで離職率を減らし、生産性を高め、職場での汚染の広がりを減らすことができると主張している。いくつかの研究では、有給の病気休暇を利用できる親は、病気の子供の世話をするために仕事から離れる可能性が高いことを示している 他の研究では、ほとんどの子供たちが、両親が世話をすると病気からの回復が早くなることがわかっている。しかし、働く母親の53%、働く父親の48%が、子供の世話をするための有給病気休暇を有していない。有給休暇がないと、労働者は病気の子供たちを学校に通わせることを余儀なくされる可能性があり、病気に感染させ、短期的および長期的な健康への悪影響を経験することになる。疾病管理センター（CDC）は、子どもが病気の場合、家にいて、学校に行かせないように労働者に求めている。2009年新型インフルエンザの世界的流行の間、CDCはインフルエンザ様の症状を持つ人は誰でも家にいることを勧めた。女性政策研究研究所（Institute for Women's Policy Research）の報告によると、2009年9月から11月の間にH1N1パンデミックの間に800万人以上の労働者が病気になりながら仕事に行った。
10人に約7人の労働者（68％）が、風邪（感染性胃腸炎）や他の伝染病に感染した状態で出勤したと報告している 。半数近くが、給料を失うわけにはいかないため、病気でも出勤したと報じられた。労働者の30％が、同僚から風邪をうつされたと報告している。
病気の時に出勤することは、自身の同僚に加え、顧客に病気をうつす危険性がある。FDAのガイドラインでは、ノロウイルス関連の病気の労働者は、症状が治まってから24時間後までは、就業を制限することを推奨している。風邪（感染性胃腸炎）大発生のほぼ半数は、病気の外食労働者に関連している 。2008年、保健当局は、オハイオ州ケントにあるChipotleレストランの病気の従業員が流行を引き起こし、500人を超える人々が重症化した可能性があると述べた。この発生により、ケントコミュニティの賃金喪失、生産性喪失、および医療費は130,233ドルから305,337ドルの間に達した。
有給病気休暇は、特に建設業、製造業、農業、医療などの危険度の高い産業において、労働災害のリスクを減らすこともできる。ある研究では、有給の病気休暇を利用できる労働者は、職場でけがをする確率が28％少ない可能性があるとしている。

### 経済的考察
調査によると、従業員を失ったことによる費用（代替雇用者を得るための広告、面接、および訓練を含む）は、既存の従業員を維持するために病欠を提供するための費用よりも多いことがしばしば起こる。ある統計によると、離職の平均コストは従業員の年間報酬総額の25％であることが示唆されている。
プレゼンティーイズム（Presenteeism;疾病就業。病気でも出勤することで遂行能力が低下している状態）は、米国で年間1,800億ドルの経済生産を損失している。雇用主にとって、これは雇用者1人当たり年間平均255ドルの費用がかかり、欠勤、医療および障害給付の費用を上回る。ある分析によると、首都圏での他の産業に与える影響の否定的な世論を含む分析であるが、フードサービス業界の労働者にとって、チェーンレストランにおける食中毒の発生は、最大700万ドルに達する可能性がある。
米国労働統計局は、一般労働者の1労働時間あたりの病気休暇の平均費用は23セント、サービス労働者では8セントであるとしている。政策を提唱する側の追加の調査では、病気休暇を支払うことで、雇用主にとって労働者1人当たり、1週間で1.17ドルの節約につながる可能性があることが示唆されている。
2004年に病気休暇の法案を通したサンフランシスコ市で、その後の経済的幸福について多くの研究が調査した。この研究では、（他の外部要因を含めて）病気休暇プログラムが発効してからの数年間、最近の不況の間でさえも、近隣の郡を凌駕していることが示された。

## 病気休暇に対する反対意見
雇用主は自身の裁量で有給休暇を提供すべきだと主張する意見もある。雇用主は従業員の給与嗜好を最もよく理解しており、労働力の固有のニーズを満たすために柔軟性を維持しなければならないとしている。クリーブランド州立大学の調査によると、有給病気休暇制度により発生する費用には、「有給休暇制度の新規利用者の賃金喪失および病欠の説明責任システムを運営するために必要な管理費」が含まれている。この調査では、州に純費用を課し、失業を招くことによって、有給休暇の委任義務は州の従業員と雇用主にとって有害であると考えられていた（委任状の費用が給付を上回ることに注意が必要）。
2010年のニューヨーク市の雇用主の調査では、有給病気休暇の委任は年間789百万ドルの費用を都市の雇用主にかけるであろうことがわかった。この調査ではまた、中小企業や非営利団体が、市全体での委任の約20％のコストに直面していることが明らかになった。
2013年雇用政策研究所の調査によると、コネチカット州の有給病気休暇の要求に応えて、多くの企業が有給休暇の削減、従業員給付の縮小、時間短縮、賃金の引き下げ、または価格の引き上げを行っている。調査に回答した雇用主の約24％は、法律の結果として雇用する従業員数が減ったと答え、10％が、法律によって州内での事業拡大を制限または削減しているとしている。